# لیندسی الستون
لیندسی الستون (انگلیسی: Lindsay Elston؛ زادهٔ ۳۰ آوریل ۱۹۹۲) بازیکن فوتبال اهل ایالات متحده آمریکا است.
از باشگاه‌هایی که در آن بازی کرده‌است می‌توان به باشگاه فوتبال متس، باشگاه فوتبال رین، باشگاه فوتبال زنان سیاتل ساندرز، و هیوستون دش اشاره کرد.
وی همچنین در تیم ملی فوتبال United States U20 بازی کرده‌است.